# Loeselia rzedowskii
Loeselia rzedowskii är en blågullsväxtart som beskrevs av R. Mcvaugh. Loeselia rzedowskii ingår i släktet Loeselia och familjen blågullsväxter. Inga underarter finns listade i Catalogue of Life.